# Kate Asabuki
Kate Asabuki (en japonés: 朝吹ケイト; romanizado: Asabuki Keito) (Tokio, 3 de julio de 1962) es una actriz, AV Idol, gravure model y modelo de glamour japonesa. Fue de las primeras actrices niponas en aparecer en las producciones Pinky Violence del estudio Nikkatsu en la década de 1980, así como de las primeras actrices pornográficas de la industria AV.

## Biografía
Asabuki estudió francés e inglés en la universidad y se unió al estudio Nikkatsu para trabajar en sus películas Roman Porno (nombre alternativo de las producciones pinky violence) en 1982, mientras aún asistía a la universidad. Tomó su nombre artístico "Kate" de Kate Bush, quien era su cantante favorita. Una de sus primeras apariciones en Nikkatsu fue en la séptima entrada de la serie Female Teacher, la película Assaulted The Female Teacher (1983), del director Nobuhiko Saito.
En Nikkatsu, Asabuki apareció en varias películas dirigidas por Atsushi Fujiura, como Lady's Triangle (1983) o Dancer of Izu de Koichiro Uno (1984), que llegaría a ser una de las películas más exitosas de Asabuki. La serie Koichiro Uno de Nikkatsu consistió en historias de sexo humorísticas con protagonistas femeninas fuertes. La serie fue concebida como una entrega de Roman Porno diseñada para atraer la atención de las mujeres y que películas fueran disfrutadas por las parejas conjuntamente. Esta película, llamada la mejor de la serie, fue una parodia de la famosa historia de Yasunari Kawabata, La bailarina de Izu. En la versión de Uno, la bailarina clásica titular de Kawabata era en cambio una estríper.
Otros directores prominentes del género querían a Asabuki para sus obras, como Shōgorō Nishimura, quien consiguió que rodara Woman with the Pierced Nipples (1983), y Masaru Konuma, con Stewardess Scandal: Hold Me Like an Animal (1984). Cuando se le pidió que comentara sobre Asabuki, Konuma dijo que era "una chica agradable. Muy receptiva. Una de las únicas actrices que podía hablar varios idiomas. La hice hablar en inglés en una de las escenas de sexo. Me gustó la forma en que sonaba".
En 1983, Asabuki también apareció en algunos de los primeros videos publicados por Nikkatsu. Uno de ellos, Blue Experience Part 1, se convirtió en un artículo de colección de AV altamente valorado en 2005, con un precio estimado de casi 60 000 yenes. Un año después, en mayo de 1984, Asabuki protagonizó uno de los primeros videos para adultos producidos por Japan Home Video, Happy Onanie, que fue lanzado bajo su sello Penguin, el precursor de la marca Alice Japan.
A finales de la década de 1990, Asabuki era presentadora del programa de televisión semanal Tokyo Rock TV. Continuó sus estudios en Inglaterra y esperaba trabajar como actriz en los Estados Unidos, país que había visitado en cuatro ocasiones en 1989. En 1999 hizo un quinto viaje a los Estados Unidos para modelar para el fotógrafo Ron Vogel, trabajando y apareciendo en publicaciones como Penthouse o Hustler.
De vuelta en Japón, protagonizó la película de pinky violence de junio de 2001 Uma o kau hitozuma.